# Macizo del Mont Blanc

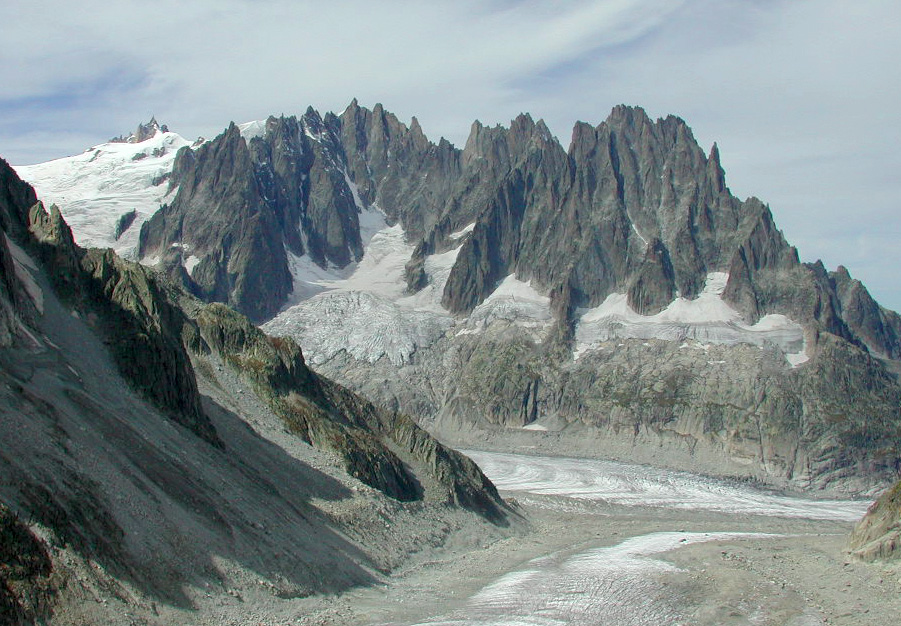
Las Aiguilles de Chamonix ("Agujas de Chamonix", vertiente sudeste, dominando el Mer de Glace.

El Macizo del Mont Blanc (en francés: Massif du Mont-Blanc; en italiano: Massiccio del Monte Bianco) es un grupo montañoso o macizo de los Alpes situado entre el Valle de Aosta en Italia y la Alta Saboya, en Francia.

## Definición
La definición del Macizo del Mont Blanc no es siempre la misma en las diversas clasificaciones alpinas. Se va desde una definición más amplia y que coincide con la definición de los Alpes del Mont Blanc a una definición más restrictiva. Siguiendo a la SOIUSA, la cual adopta una definición más restrictiva, el Macizo del Mont Blanc viene definido como la parte de los Alpes del Mont Blanc sin incluir el Macizo de Trélatête al sudoeste ni el Macizo Dolent-Argentière-Trient al noreste. Según esta definición el macizo va del Col de Miage (3.356 m) al Colle del Monte Dolent (3.485 m).

## Subdivisión
Según la definición de la SOIUSA el Macizo del Mont Blanc es un supergrupo con la siguiente clasificación:
- Gran parte = Alpes occidentales
- Gran sector = Alpes del noroeste
- Sección = Alpes Grayos
- Subsección = Alpes del Mont Blanc
- supergrupo = Macizo del Mont Blanc
- Código = I/B-7.V-B

Según la SOIUSA el Macizo del Mont Blanc se subdivide en cuatro grupos y 17 subgrupos:
- Grupo del Mont Blanc (2)
  - Grupo Bionnassay-Goûter (2.a)
    - Cresta Bionnassay-Goûter (2.a/a)
    - Cresta Tricot-Vorassay (2.a/b)
    - Cresta delle Aiguilles Grises (2.a/c)
    - Contrafuertes noroeste de la Aiguille du Goûter (2.a/d)
    - Contrafuertes septentrionales de la Aiguille du Goûter (2.a/e)
    - Cresta noreste del Dôme du Goûter (2.a/f)

  - Mont Blanc (2.b)
  - Contrafuertes italianos del Mont Blanc (2.c)
    - Costiera de los Rochers du Mont Blanc (2.c/a)
    - Cresta de Brouillard (2.c/b)
    - Cresta de la Innominata (2.c/c)
    - Cresta de Peuterey (2.c/d)

  - Grupo del Mont Maudit (2.d)
  - Grupo del Mont Blanc du Tacul (2.e)
  - Grupo de la Tour Ronde (2.f)
    - Cresta Tour Ronde-Mont de la Brenva (2.f/a)
    - Cresta Aiguille d'Entrèves-Grand Flambeau (2.f/b)
- Cadena de las Aiguilles de Chamonix (3)
  - Grupo de la Aiguille du Midi (3.a)
  - Grupo de la Aiguille du Plan (3.b)
  - Grupo de la Aiguille de Blaitière (3.c)
  - Grupo Charmoz-Grépon (3.d)
- Cadena Rochefort-Grandes Jorasses-Leschaux (4)
  - Grupo de Rochefort (4.a)
    - Cresta Aiguilles Marbrées-Dente del Gigante (4.a/a)
    - Cresta Rochefort-Périades (4.a/b)

  - Grupo de las Grandes Jorasses (4.b)
  - Grupo de Leschaux (4.c)
- Cadena de la Aiguille Verte (5)
  - Grupo de Triolet (5.a)
  - Cadena Driotes-Courtes (5.b)
  - Grupo Aiguille Verte-Aiguilles du Dru (5.c)
    - Cresta Aiguille Verte-Drus (5.c/a)
    - Cresta Ségogne-Grands Montets  (5.c/b)

  - Costiera del Moine (5.d)

Otras subdivisión posible del Macizo, partiendo del sudoeste hacia el noreste es la siguiente:
- Grupo Bionnassay-Goûter,
- Mont-Blanc,
- Brouillard-Innominata,
- Peuterey,
- Maudit-Tour Ronde,
- Grupo del Mont Blanc du Tacul,
- Midì-Plan -Aiguilles de Chamonix
- Grupo de Rochefort,
- Jorasses,
- Leschaux-Talèfre,
- Cadena dell'Aiguille Verte,

## Flora

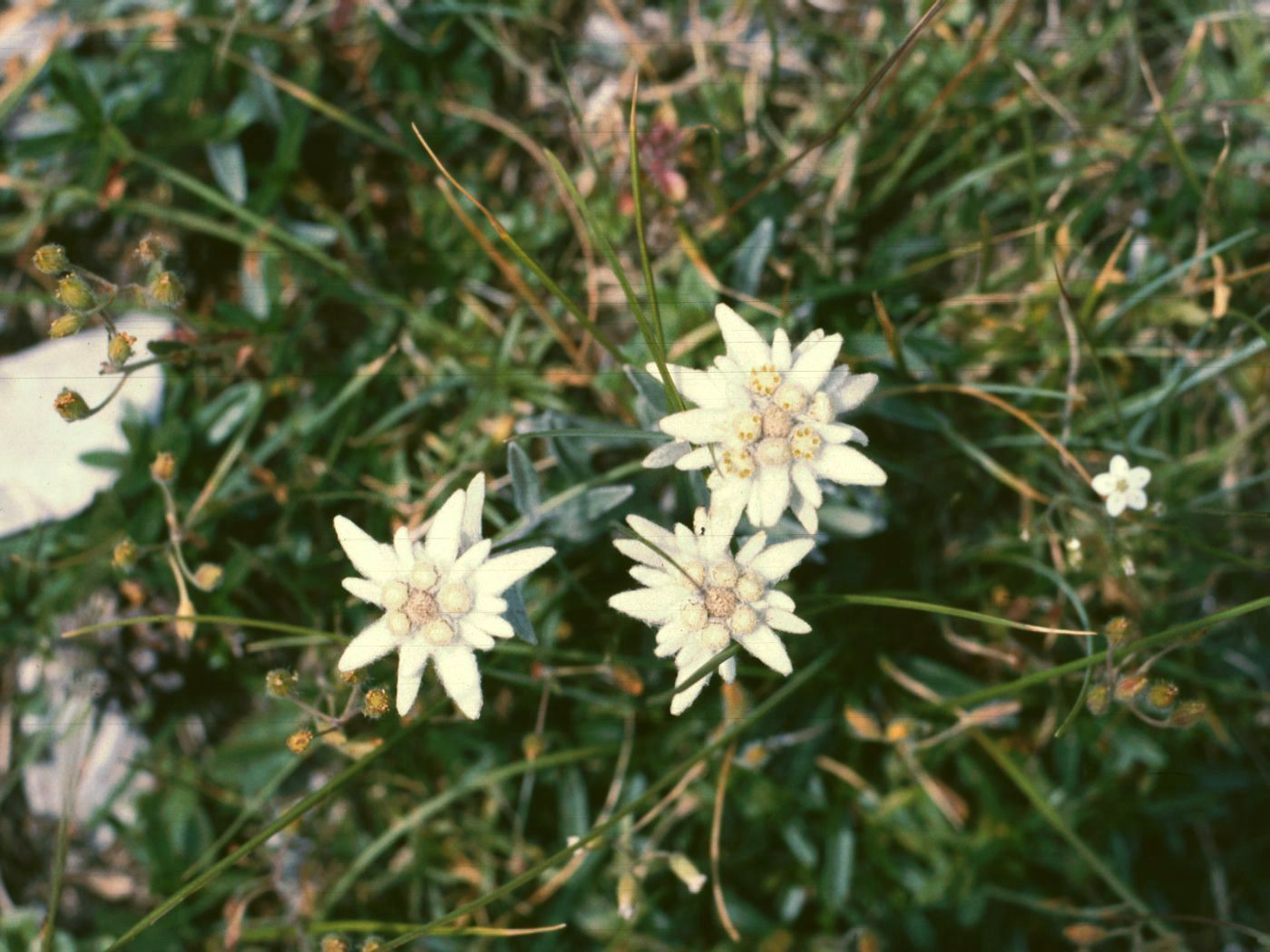
Leontopodium.

En cotas altas en todo el macizo, debido al hielo y a un suelo habitualmente ácido, la flora no tiene un ambiente propicio para sobrevivir. Sin embargo, en cotas más bajas con el suelo de roca caliza, las condiciones son mejores para los bosques de coníferas, como Picea abies, o los pinos como Pinus mugo y Pinus cembra.
En las praderas alpinas se pueden encontrar muchas especies de flores de colores como Hugueninia tanacetifolia, una planta endémica del sector occidental de los Alpes, Anemonastrum narcissiflorum, Gentiana kochiana, Genziana clusii y Leontopodium. En el sotobosque se encuentran Cypripedium calcedus, Dactylorhiza sambucina, Lilium martagon, Viola calcarata, Gentiana verna y Gentiana acaulis. En el corazón del macizo, a 2.175 metros, se encuentra el jardín botánico más alto de Europa, el Giardino alpino Saussurea, que recoge las especies naturales de la flora del Mont Blanc.

## Fauna

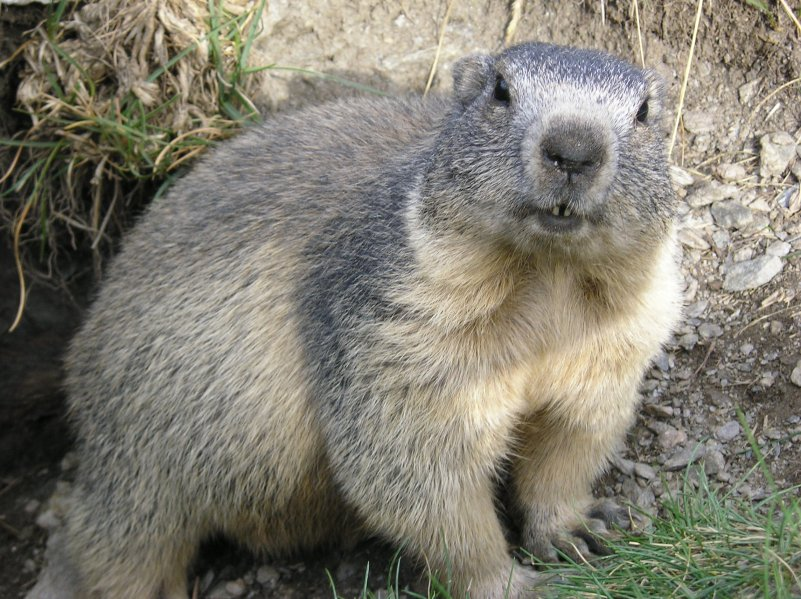
Marmota.

El macizo del Mont Blanc contiene una fauna rica y variada gracias en parte a los dos parques nacionales, el parque nacional del Gran Paraíso y el parque nacional de la Vanoise, que han contribuido al mantenimiento y la difusión de algunas especies que habían sido reducidas. Entre los mamíferos podemos encontrar el rebeco, que se encuentra tanto en los bosques como en la pradera, el ciervo, el íbice, el zorro y el corzo. Otros animales que podemos encontrar son el águila real y su principal fuente de alimentación, la marmota. Se han observado unas 184 especies de aves como el azor, el ratonero común, el halcón, el quebrantahuesos —que se reintrodujo no hace muchos años gracias a un proyecto internacional—, el grévol y el cuervo común. Entre los reptiles se pueden encontrar la culebra de collar y la víbora áspid.